# Турово (Лузький район)
Турово (рос. Турово) — присілок у Лузькому районі Ленінградської області Російської Федерації.
Населення становить 212 осіб. Належить до муніципального утворення Заклинське сільське поселення.

## Історія
Згідно із законом від 28 вересня 2004 року № 65-оз належить до муніципального утворення Заклинське сільське поселення.

## Населення
| 1838 | 1862 | 1961 | 1997 | 2007 | 2010 |
| ---- | ---- | ---- | ---- | ---- | ---- |
| 157  | ↘153 | ↗189 | ↗233 | ↗238 | ↘212 |